# Eberstein (Kärnten)
Eberstein (slowenisch Svinec) ist eine Marktgemeinde mit 1227 Einwohnern (Stand 1. Jänner 2025) im Bezirk St. Veit an der Glan  in Österreich, im Bundesland Kärnten.

## Geographie
Die Gemeinde liegt im mittleren Görtschitztal am Fuße der Saualpe. Sie ist Teil der Norischen Region.

### Gliederung

#### Katastralgemeinden
Die Gemeinde ist in zehn Katastralgemeinden (Baumgarten, Eberstein, Gutschen, Hochfeistritz, Kaltenberg, Kulm, Mirnig, Rüggen, St. Oswald, St. Walburgen) gegliedert.

#### Ortschaften
Das Gemeindegebiet umfasst folgende zehn Ortschaften (in Klammern Einwohnerzahl Stand 1. Jänner 2025):
- Baumgarten (13)
- Eberstein (Svinec[1]) (678)
- Gutschen (37)
- Hochfeistritz (69) samt Aich
- Kaltenberg (31)
- Kulm (17)
- Mirnig (30)
- Rüggen (0)
- St. Oswald (74)
- St. Walburgen (278) samt Micheldorf

#### Zählsprengel
Für statistische Zwecke werden zwei Zählsprengel unterschieden:
- 000 Eberstein (umfasst die Ortschaften Eberstein, Kulm, und den nördlichen Teil der Ortschaft Gutschen)
- 001 Eberstein-Umgebung (umfasst die Ortschaften Baumgarten, Hochfeistritz, Kaltenberg, Mirnig, Rüggen, St. Oswald, St. Walburgen, und den südlichen Teil der Ortschaft Gutschen)

### Nachbargemeinden

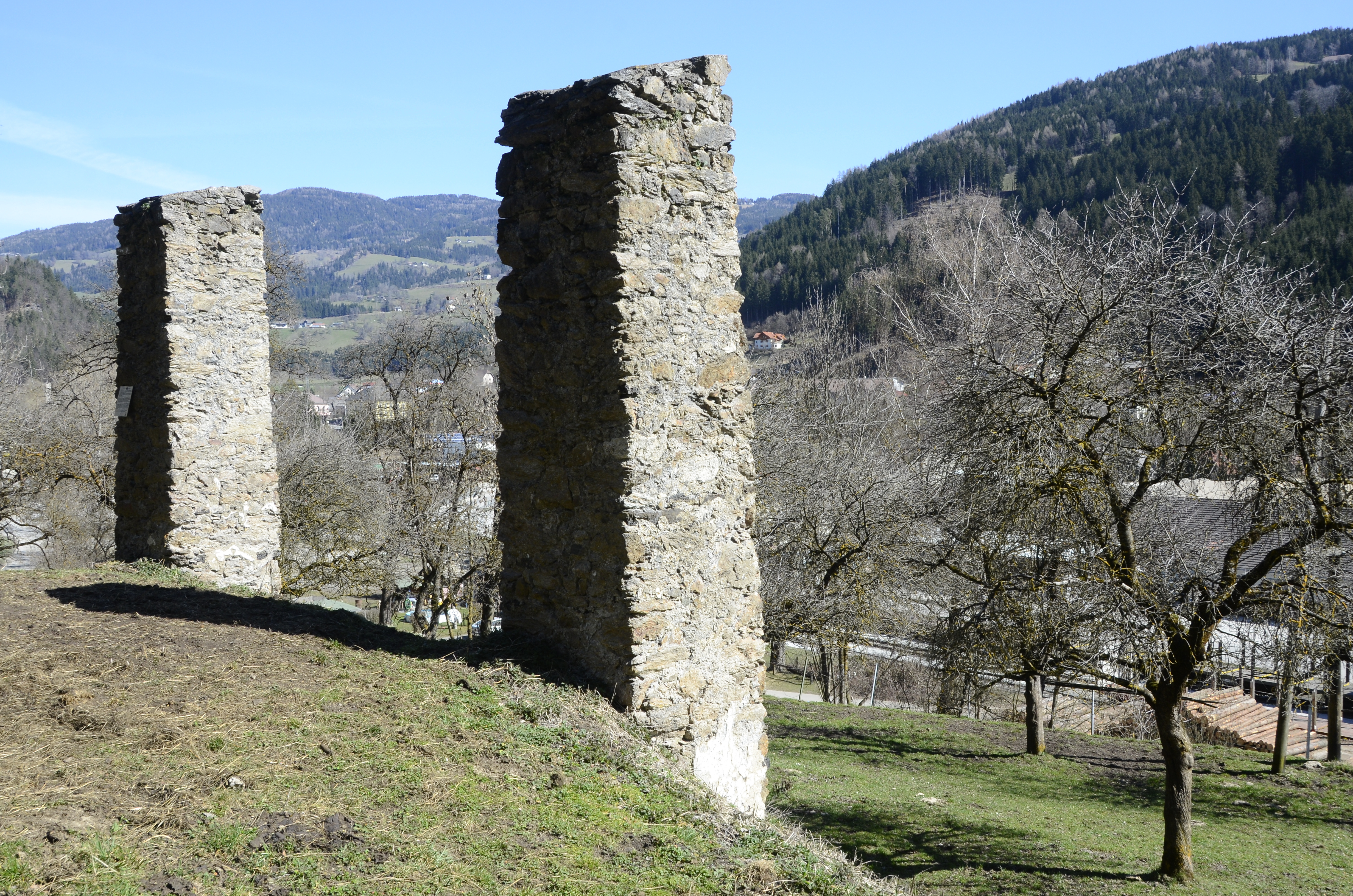
Ehemaliger Galgen in Gutschen

|                                              | Klein Sankt Paul                            | Wolfsberg (WO) |
| Kappel am Krappfeld Sankt Georgen am Längsee | Kompassrose, die auf Nachbargemeinden zeigt | Griffen (VK)   |
|                                              | Brückl                                      | Diex (VK)      |

## Geschichte
Das heutige Gemeindegebiet war, wie Funde belegen, schon in der Römerzeit besiedelt. So sind beispielsweise in die Fassade des Schlosses Eberstein römische Grabsteine aus dem 2. Jahrhundert n. Chr. eingebettet. Funde römischer Meilensteine belegen, dass von Hüttenberg aus durch das Görtschitztal und somit durch das heutige Gemeindegebiet von Eberstein eine Nebenstraße zum Transport des für das Römische Reich wichtigen Norischen Eisens (Ferrum Noricum) geführt hat.
Im 11. Jahrhundert wurde die Burg Hocheberstein erbaut und das Dorf Eberstein zur Versorgung der Burg gegründet. Erstmals urkundlich erwähnt wird das heutige Schloss Eberstein im 12. Jahrhundert als untere Burg. Ihre Besitzer, Dienstleute der Grafen von Görz-Tirol, wurden 1152 erstmals genannt. Die Herren von Eberstein starben im Jahr 1457 aus, ihr Erbe trat Moritz Welzer an, der damit den landespolitisch wichtigen Kärntner Zweig der Familie begründete. Dieser emigrierte im Zuge der Gegenreformation in deutsche Gefilde, so dass im Jahr 1630 Burg und Herrschaft an die Grafen Christalnigg übergingen.
Der bereits 1474 als Markt bezeichnete Ort erlangte ab dem Spätmittelalter Bedeutung durch Hammerwerke, die ab dem 17. Jahrhundert von den Grafen Christalnigg mit Erzen aus Hüttenberg und Lölling beliefert wurden. Die Eisenverarbeitung wurde Ende des 19. Jahrhunderts eingestellt, der Eisenabbau am Hüttenberger Erzberg erst 1978.
Der 1850 gebildeten Ortsgemeinde wurden 1871 die Gemeinde Hochfeistritz und 1887 die Katastralgemeinde St. Walburgen angeschlossen. Das Recht zur Führung der Bezeichnung Marktgemeinde wurde Eberstein 1956 bestätigt.
Bürgermeister der Gemeinde Eberstein waren
- Franz Bein († 1868), Bürgermeister 1850–1853?
- Bartlmä Nußdorfer (1818–1904), Bürgermeister 1853?–1891
- Leopold Tschemernigg (1858–1896), Bürgermeister 1891–1896
- Jakob Talakerer (1852–1909), Bürgermeister 1896–1909
- Georg Kraschitz (1861–1945), Bürgermeister 1909–1919
- Lorenz Sortschan (1869–1955), Bürgermeister 1919–1920
- Anton Groier (1861–1935), Bürgermeister 1920–1924
- Anton Godl (1887–1974), Bürgermeister 1924–1934 und 1939–1945
- Anton Godl (1898–1975), Gemeindeverwalter 1934–1936, Bürgermeister 1936–1948
- Josef Kanz (1883–1958), Gemeindeverwalter 1938–1939[3]

1928 wurde die vielleicht bis ins Mittelalter zurückreichende Ebersteiner Commune, eine bürgerliche Vereinigung, aufgelöst und durch die politische Gemeinde übernommen. Bis zuletzt hatte die Commune sich um die Friedhofsverwaltung, Wasserversorgung, Straßenbeleuchtung, Forstwirtschaft und den Wirtschaftsausschuss gekümmert.
1934 kommt es rund um den Putschversuch der Nationalsozialisten zu Gefechten im Gemeindegebiet.
Nach dem „Anschluss“ Österreichs an den NS-Staat wurden die Zeugen Jehovas der Gemeinde verfolgt: Leonhard Rutter wurde als Kriegsdienstverweigerer ins KZ Dachau deportiert und dort getötet. Johann Obweger jun. wurde ins KZ Dachau deportiert, Johann Obweger sen. und Franz Obweger wurden inhaftiert. Des Weiteren kam Hermine Obweger in ein Umerziehungsheim nach Waiern/Feldkirchen, weil ihre Eltern sich geweigert hatten, sie nach nationalsozialistischen Prinzipien zu erziehen. Ab 1944 waren Partisanen im Gemeindegebiet aktiv.

## Bevölkerung

### Bevölkerungsentwicklung
Die Gemeinde hatte von 1981 bis 1991 und auch weiter bis 2001 eine leicht positive Geburtenbilanz, aber die Wanderungsbilanz war so stark negativ, dass die Bevölkerungszahl insgesamt zurückging. Seit 2011 sind beide Bilanzen negativ, die Geburtenbilanz mit −84 deutlich stärker als die Wanderungsbilanz mit −4.

### Staatsbürgerschaft, Religion
Laut Volkszählung 2001 hatte Eberstein 1.505 Einwohner, davon besaßen 96,9 % die österreichische Staatsbürgerschaft. 88,0 % der Bevölkerung bekannten sich zur römisch-katholischen und 2,0 % zur evangelischen Kirche, 6,6 % waren ohne religiöses Bekenntnis.

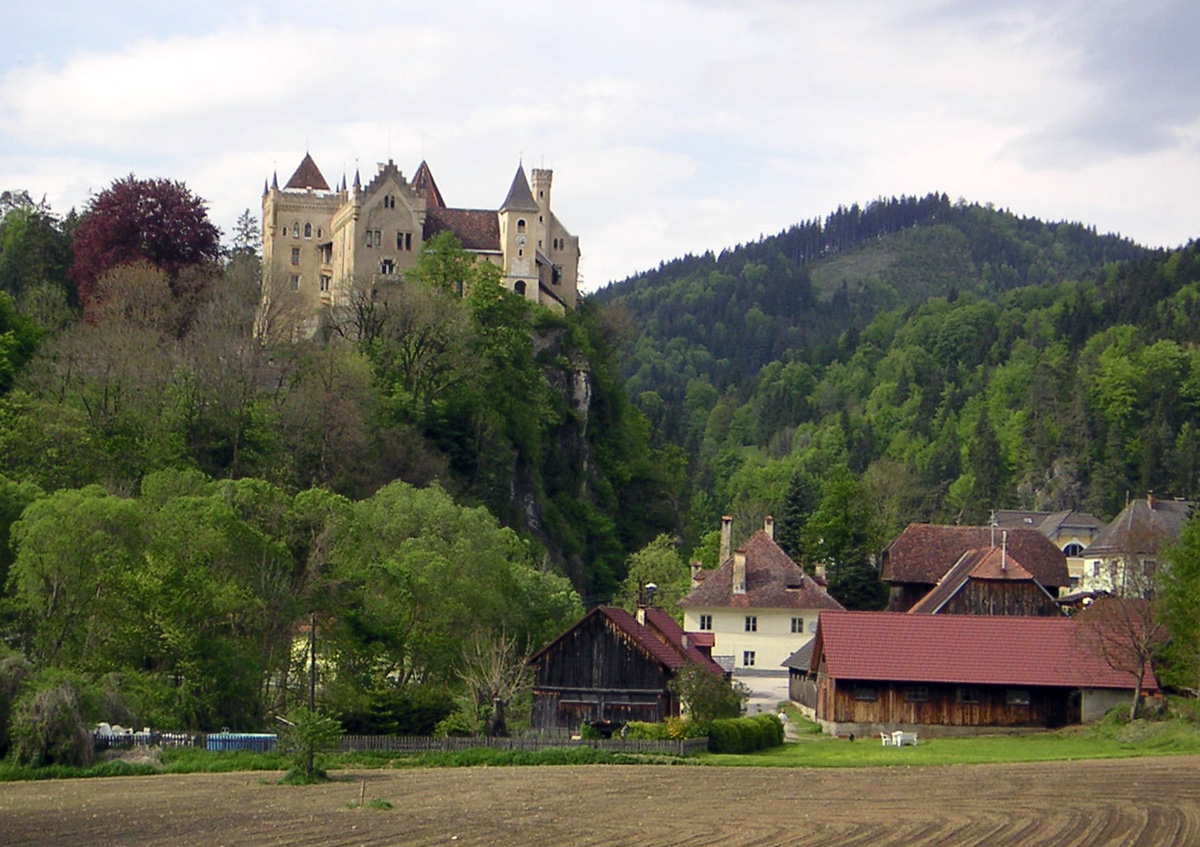
Schloss Eberstein

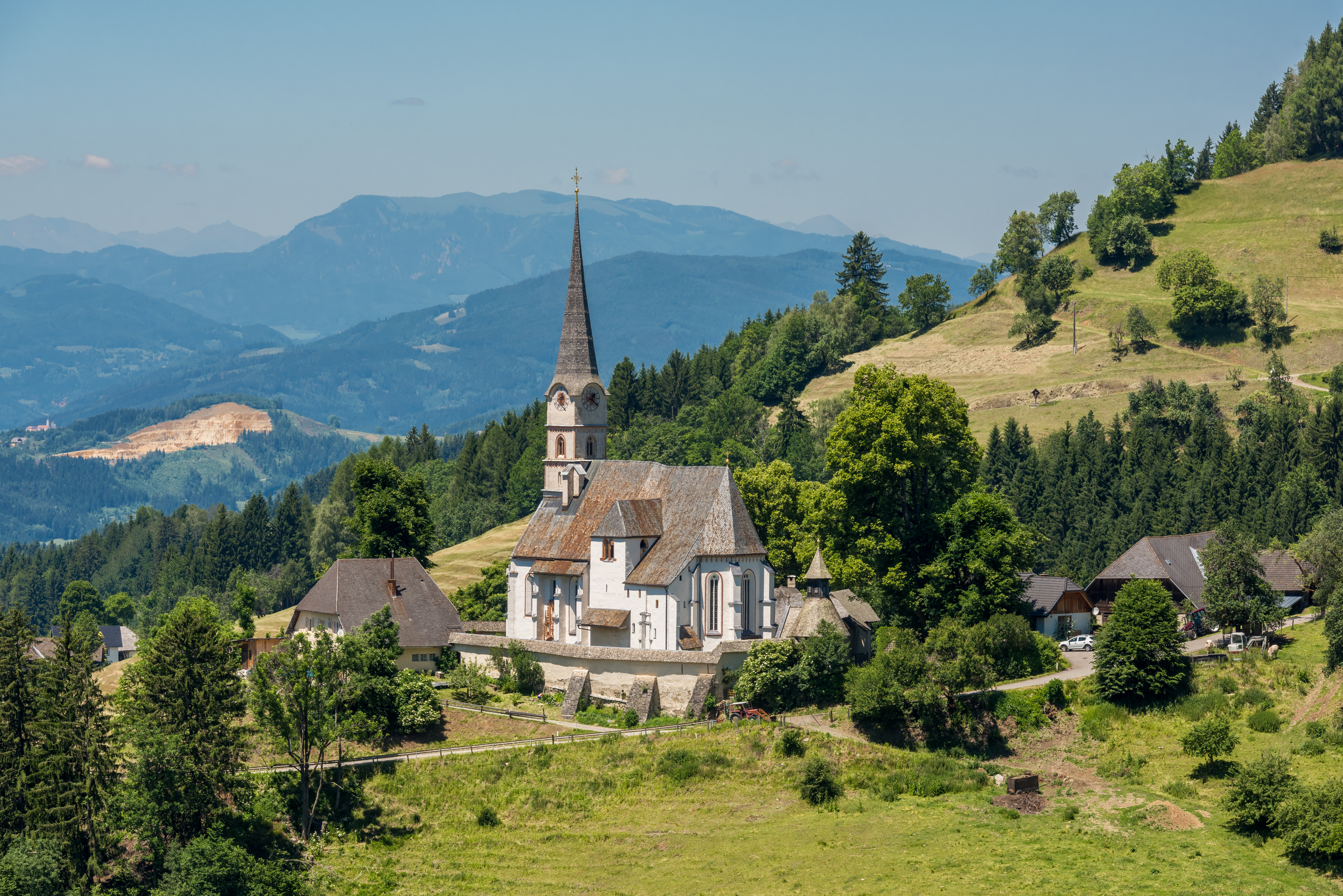
Kapelle mit Pfarr- und Wallfahrtskirche Unsere Liebe Frau in Hochfeistritz

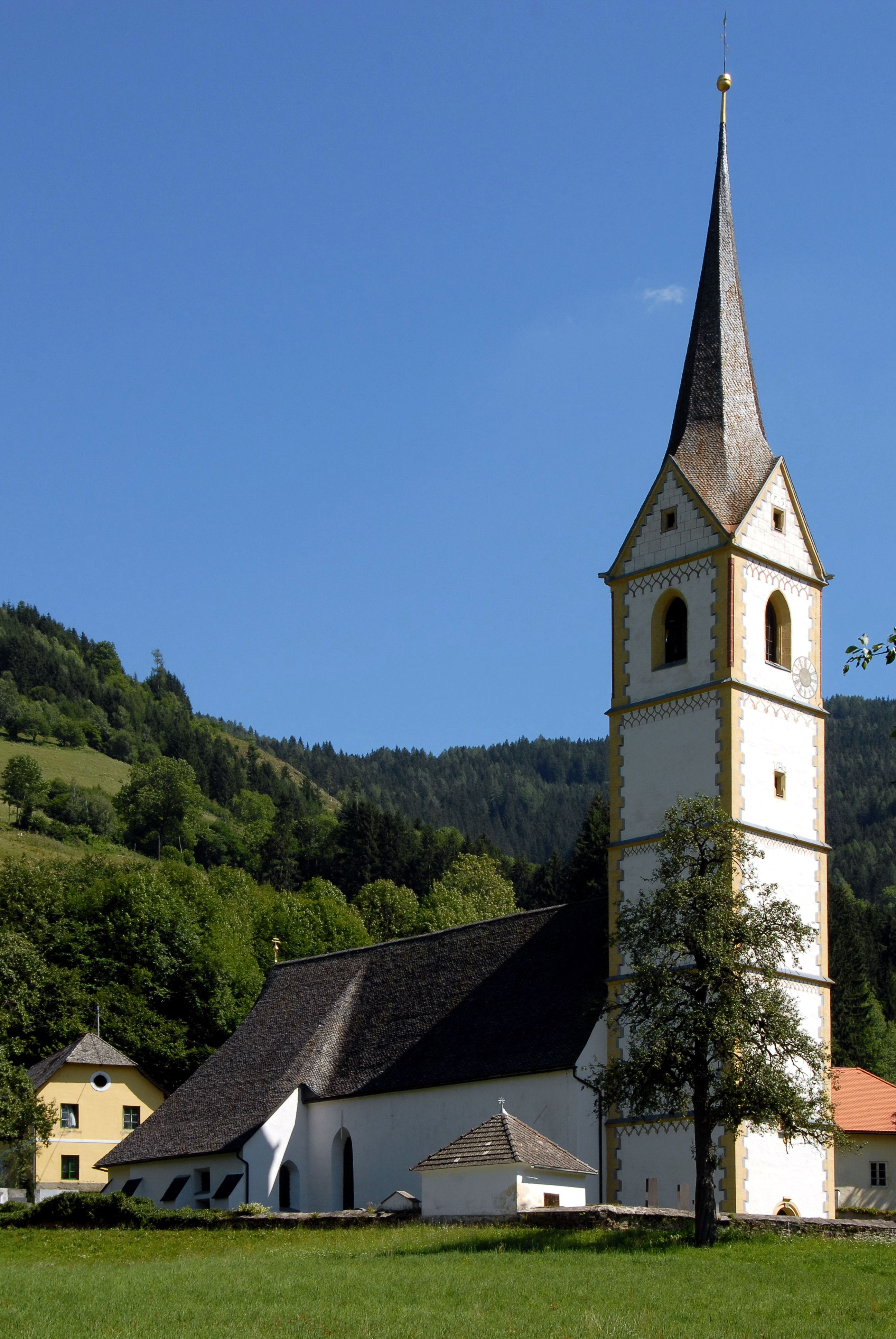
Pfarrkirche Heilige Walburga in Sankt Walburgen

## Kultur und Sehenswürdigkeiten
- Schloss Eberstein mit der Georgskirche
- Ruine Gillitzstein
- Katholische Pfarrkirche Eberstein Heiligstes Herz Jesu
- Katholische Pfarrkirche Hochfeistritz Unsere Liebe Frau
- Katholische Pfarrkirche St. Oswald ob Hornburg
- Katholische Pfarrkirche St. Walburgen mit ehemaligem Karner
- Katholische Filialkirche Mirnig hl. Andreas
- Ehemaliges Hochofenwerk in Eberstein
- Felsentor: Das im Ortsteil Gutschen westlich des Bahnhofs gelegene Felsentor diente als Richtstätte, vom unweit davon gelegenen Galgen sind die beiden Pfeiler erhalten und stehen unter Denkmalschutz.
- Die im Talmuseum Lachitzhof aufliegende Chronik berichtet, dass am 23. Mai 1747 Philipp Lackner wegen Viehdiebstahls am Strang erhängt wurde.
- Am 26. Juni 1826 wurde die Barschaft von Barbara Schöffmann am Landgericht Eberstein hinterlegt. Sie wurde des Kindsmordes angeklagt und soll dann auch hingerichtet worden sein, wofür es aber keine Belege gibt.
- Im Juni 2024 wurde eine Marmorstatue zu Ehren von Gräfin Anna von Eberstein enthüllt, einer Vorfahrin von Hugh Grants Ehefrau Anna, geborene Eberstein. Die Statue wurde vom Hüttenberger Künstler Franz Muhr errichtet.[6]

## Wirtschaft und Infrastruktur

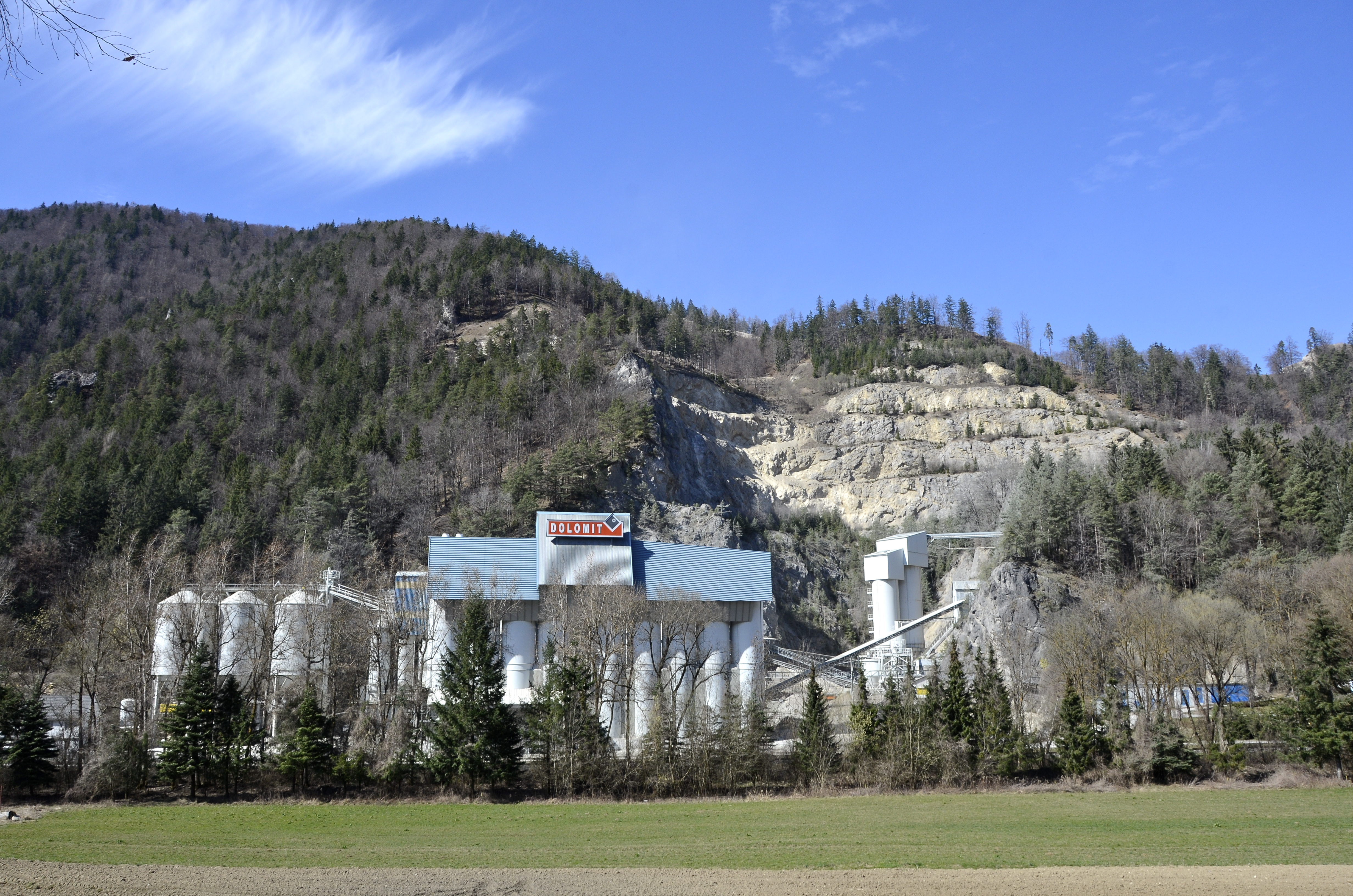
Dolomitabbau

In der Gemeinde ist neben der Land- und Forstwirtschaft auch der Fremdenverkehr, größtenteils im Sommer als Sanfter Tourismus, mit etwa 15.000 Nächtigungen (Stand 2017) pro Jahr, von wirtschaftlicher Bedeutung.
Der für die Kies- und Schottergewinnung bedeutsame Dolomit wird seit Jahrhunderten im Tagbau direkt über dem Ort abgebaut. In geologischer Hinsicht ist dieser Berg mit dem Kathreinkogel in Schiefling am Wörthersee verbunden, wo auch Dolomit aus dem Berg gebrochen wurde.

### Wirtschaftssektoren
Die folgende Tabelle zeigt die Entwicklung der Anzahl der Betriebe und der Beschäftigten in den Wirtschaftssektoren:
| Wirtschaftssektor            | Anzahl Betriebe | Anzahl Betriebe | Anzahl Betriebe | Erwerbstätige | Erwerbstätige | Erwerbstätige |
| Wirtschaftssektor            | 2021            | 2011            | 2001            | 2021          | 2011          | 2001          |
| ---------------------------- | --------------- | --------------- | --------------- | ------------- | ------------- | ------------- |
| Land- und Forstwirtschaft 1) | 58              | 101             | 117             | 69            | 63            | 77            |
| Produktion                   | 22              | 23              | 18              | 125           | 91            | 91            |
| Dienstleistung               | 61              | 66              | 50              | 165           | 205           | 166           |

1) Betriebe mit Fläche in den Jahren 2010 und 1999, Arbeitsstätten im Jahr 2021

### Pflege
Der Kärntner Caritasverband betreibt in Eberstein das Pflegeheim Anna mit 49 Pflege- und Betreuungsplätzen in 34 Einzel- und acht Doppelzimmern.

### Verkehr
- Eisenbahn: Auf der Görtschitztalbahn wurde 1995 der Personenverkehr eingestellt, es fahren jedoch Güterzüge.[13] Der nächste größere Bahnhof befindet sich im rund zwanzig Kilometer entfernten Sankt Veit.
- Straße: Die wichtigste Straßenverbindung ist die Görtschitztal Straße B92, die im Süden über Brückl nach Klagenfurt und nach Norden nach Neumarkt in der Steiermark führt.
- Rad: Der Görtschitztal Radweg R7A verläuft von Klagenfurt durch Eberstein die Görtschitz entlang bis Hüttenberg.[14]

## Politik

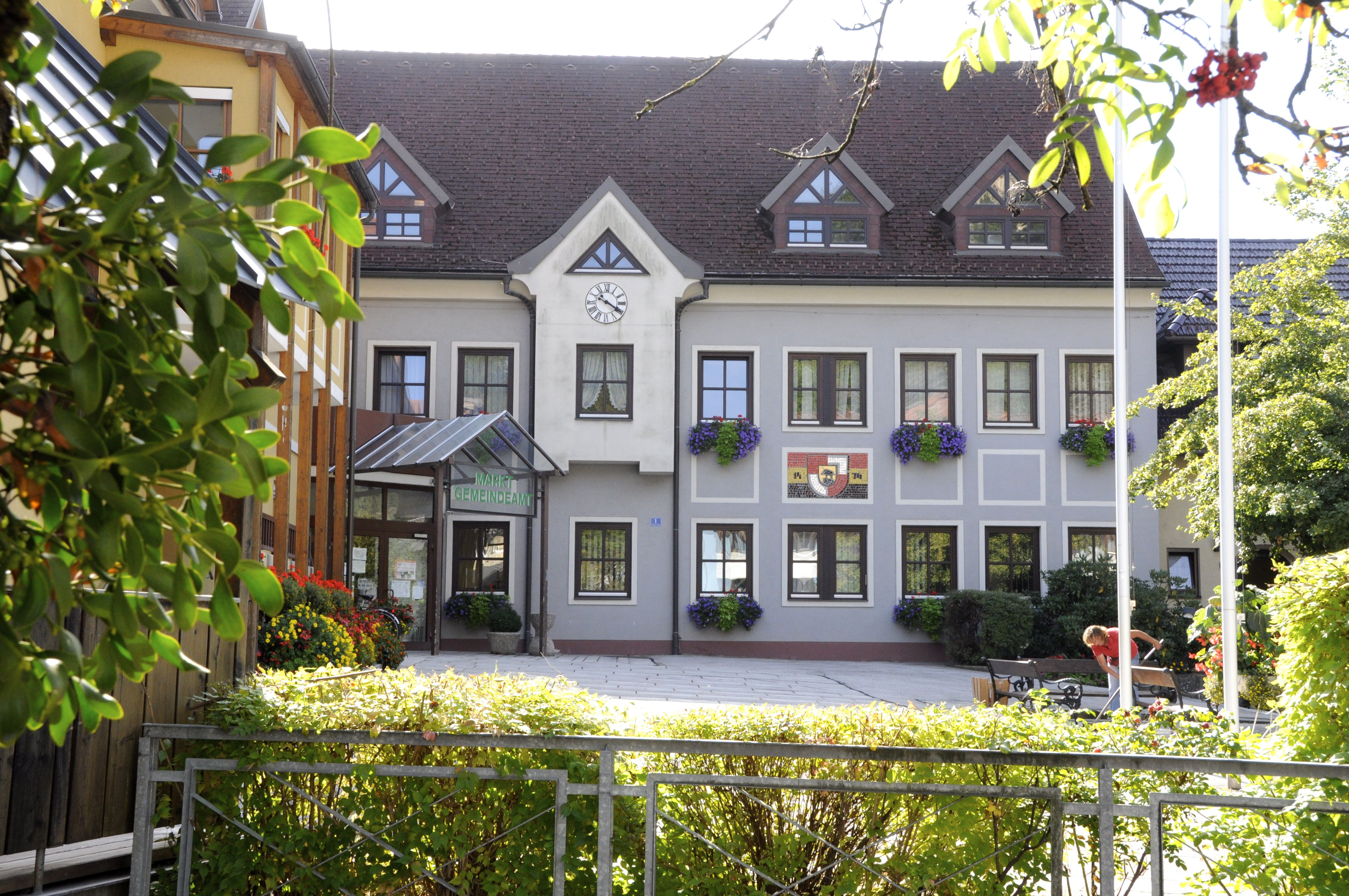
Das Marktgemeindeamt

### Gemeinderat
Der Gemeinderat besteht aus 15 Mitgliedern.
- Nach der Gemeinderatswahl 2015 setzte er sich wie folgt zusammen: 10 ÖVP, 3 SPÖ, 2 FPÖ.[15]
- Die Zusammensetzung seit der Gemeinderatswahl 2021 lautet: 9 ÖVP, 5 SPÖUN, 1 FPÖ.[16]

### Bürgermeister
Direkt gewählter Bürgermeister ist Andreas Grabuschnig (ÖVP).

### Wappen

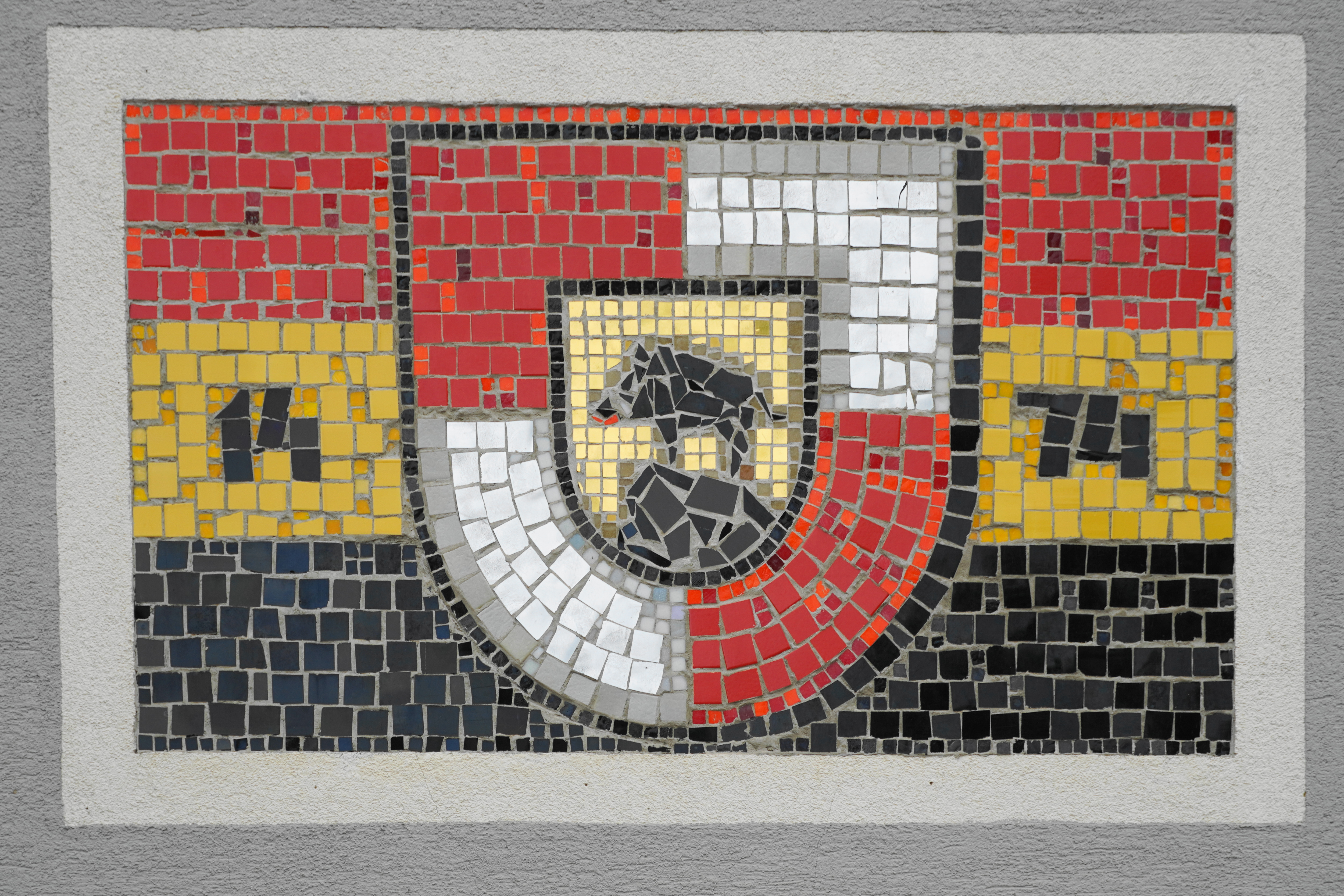
Gemeindewappen aus Mosaiksteinen am Marktgemeindeamt

Das Wappen der Herren von Eberstein ist auf Siegeln von 1319 und 1321 überliefert. Kaiser Friedrich III. verlieh nach deren Aussterben ihr Wappen 1458 an Moritz Welzer von Eberstein, das damals als „von Silber und Rot geviert mit einem wachsenden schwarzen Eber als Helmzier“ beschrieben ist. Da bei Gemeindewappen keine Helmzier vorgesehen ist, wurde der Eber auf einem Fels als Herzschild eingefügt; es erfüllt somit auch die Funktion eines „redenden“ Wappens.
Die heraldische Beschreibung des Wappens lautet: „Hauptschild geviert von Rot und Silber. Mittelschild: in Gold auf schwarzem Felsen ein nach rechts gewandter schwarzer, silber bewehrter, rot gezungter Eber.“
Wappen und Fahne wurden der Gemeinde am 16. April 1968 verliehen. Die Fahne ist Rot-Gelb-Schwarz mit eingearbeitetem Wappen.

## Persönlichkeiten

### Söhne und Töchter der Gemeinde
- Karl Siegl (1820–1903), Jurist und Politiker, Mitglied des Abgeordnetenhauses 1861–1862[18]
- Josef Ostertschnig (1896–1988), Postbeamter und Politiker
- Hermine Liska (1930–2024), NS-Opfer und Zeitzeugin
- Willi Butollo (* 1944), Psychologe, Psychotherapeut und Professor

### Mit der Gemeinde verbundene Persönlichkeiten
- Marco Haller (* 1991), Radsportler